# Duma (dystrykt)
Duma (arab. منطقة دوما) – jednostka administracyjna drugiego rzędu (dystrykt) muhafazy Damaszek w Syrii. Jest położona w południowej części kraju. Graniczy od wschodu z Irakiem, od południa z muhafazą As-Suwajda, od zachodu z muhafazą Damaszek-Miasto oraz z dystryktami Al-Kutajfa i Markaz Rif Dimaszk, a od północy z muhafazą Hims.
W 2004 roku dystrykt zamieszkiwało 433 719 osób.